# Ecleora undulosa
Ecleora undulosa är en fjärilsart som beskrevs av Gustav Fridolin Albers och Warnecke 1941. Ecleora undulosa ingår i släktet Ecleora och familjen mätare. Inga underarter finns listade i Catalogue of Life.